# Román González (cestista)
Román Javier González (Lanús, 28 gennaio 1978) è un cestista argentino con cittadinanza italiana.

## Caratteristiche tecniche
È stato un centro puro dotato di buone doti offensive. A causa della sua stazza imponente veniva talvolta criticato per non preparare adeguatamente l'aspetto fisico, così come veniva a volte etichettato come un giocatore indisciplinato.

## Carriera

### Club

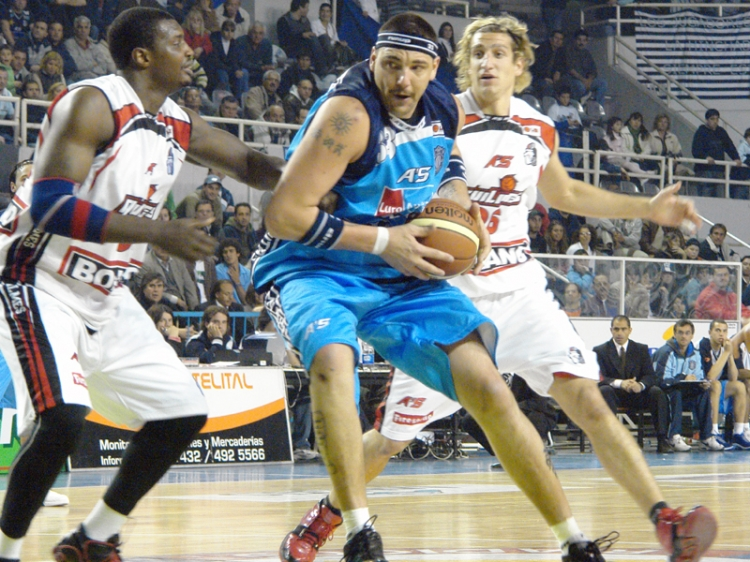
González in azione nel 2007 al Peñarol Mar del Plata.

Nato a Lanús e cresciuto a Puerto Madryn dall'età di due anni, González ha iniziato la sua carriera in Argentina nel 1996 con il Gimnasia de Comodoro Rivadavia, con cui ha registrato una media di 2,6 punti in 7 partite della Liga Nacional de Básquet. Nella stagione 1997-1998 le sue cifre sono scese a 0,8 punti per partita in 28 presenze. Nel 1998 González ha firmato con il Deportivo San Andrés militante nel Torneo Nacional de Ascenso (il secondo livello del basket argentino), dove è rimasto fino al 2000.
Nell'agosto 2000 è tornato a calcare i parquet della massima serie argentina con l'approdo al Libertad de Sunchales. Durante la permanenza di González in rosa il club ha ottenuto diversi risultati di rilievo, incluso un campionato 2000-2001 in cui i gialloneri si sono fatti strada fino alle finali nazionali (perse contro l'Estudiantes de Olavarría) e la conquista dell'edizione 2002 della Liga Sudamericana, la seconda competizione continentale per importanza. In occasione del massimo campionato argentino 2002-2003, González si è imposto come miglior rimbalzista (con 11,1 rimbalzi di media) e come settimo miglior realizzatore (con 21,6 punti di media) di quell'edizione del torneo. Nel corso di quella stagione, tuttavia, ha lasciato il club a seguito di una disputa con la società, e nel febbraio 2003 si è unito agli uruguaiani dell'Aguada con un contratto che prevedeva una clausola per liberarsi in caso di chiamata dall'estero.
Nell'estate 2003 è stato portato ai Crabs Rimini da Luciano Capicchioni, suo procuratore nonché patron della squadra. Al primo anno in Romagna contribuisce, con 10,8 punti e 5,7 rimbalzi di media, al settimo posto nella Legadue 2003-2004 e alla qualificazione ai quarti di finale play-off, persi contro Montecatini. Confermato anche per la stagione seguente, González ha viaggiato a 15,4 punti e 9,5 rimbalzi di media nella regular season della Legadue 2004-2005 che i biancorossi hanno chiuso al sesto posto, prima di essere eliminati ai quarti di finale play-off da Scafati.

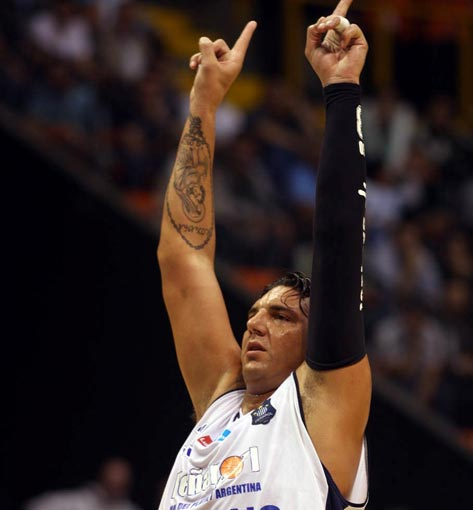
Esultanza dopo un tiro libero.

Dopo il biennio trascorso a Rimini è tornato a giocare in patria accettando la chiamata dell'Argentino de Junín, formazione militante nella Liga Nacional de Básquet 2005-2006 che però ha chiuso il torneo con la retrocessione nonostante i 15,9 e 7,4 rimbalzi di González nella prima fase del torneo e i 19,2 punti e 9,0 nella seconda fase. In precedenza, quell'anno González è stato nominato MVP del Súper 8, torneo di metà stagione. Nel marzo 2006 è volato in Spagna per terminare l'annata al León, squadra che ha chiuso la regular season della Liga LEB 2005-2006 al primo posto salvo poi uscire alle semifinali dei play-off promozione.
Avrebbe dovuto iniziare la stagione 2006-2007 al Basket Club Ferrara nella Legadue italiana, ma non ha superato le visite mediche per via di un infortunio pregresso occorsogli in allenamento nel corso di un'estate in cui avrebbe dovuto partecipare alla NBA Summer League con i Denver Nuggets. Ha così cominciato la stagione con i sauditi dell'Al-Ittihad di Gedda guidati in panchina dal suo connazionale Daniel Maffei, ma nel dicembre 2006 ha accettato la proposta da parte del Regatas Corrientes ed è così rientrato in Argentina.
"El Chuso", questo il suo soprannome, ha intrapreso una nuova parentesi all'estero nel maggio 2007 quando è passato ai Trotamundos de Carabobo in Venezuela, salvo poi fare ritorno in patria già in quella stessa estate con destinazione Peñarol Mar del Plata. Al primo anno con il nuovo club ha totalizzato 17,7 punti e 7,4 rimbalzi di media in 50 presenze, mentre l'anno successivo con 15,5 punti e 6,6 rimbalzi di media in 56 incontri è stato premiato come MVP dell'intera Liga Nacional de Básquet 2008-2009 che ha visto il Peñarol arrivare fino alle finali perse 4-2 contro l'Atenas.
Nel giugno 2009 è stato formalizzato il suo addio al Peñarol e il suo arrivo all'ambizioso Quimsa con un contratto ancora più ricco. Al primo anno con i nuovi colori, González è stato confermato nel quintetto ideale del campionato 2009-2010, bissando il riconoscimento già ottenuto l'anno precedente. Le sue medie in questa stagione sono state pari a 15,9 punti e 7,0 rimbalzi in 48 presenze. Nel 2010-2011, al suo secondo anno al Quimsa, le sue cifre sono scese a 11,3 punti e 5,2 rimbalzi di media così come anche il minutaggio, passato da 27,9 a 22,9 a gara.
Ha poi firmato nel giugno 2011 con il Club Atlético Quilmes di Mar del Plata, tuttavia questa parentesi è durata solo il tempo di giocare quattro amichevoli e tre partite ufficiali: a portare alla rescissione sono stati i fatti avvenuti in occasione del match contro l'Obras Sanitarias quando González, oltre ad aver litigato pesantemente con il proprio allenatore Daniel Maffei rifiutando l'ordine di andare negli spogliatoi, a fine partita ha anche avuto un feroce alterco con la propria tifoseria che in passato per anni lo aveva visto come un nemico e che, nelle sue prime e uniche partite con il club, gli rimproverava un rendimento scarso e lo insultava.
La sua carriera è proseguita nell'Atenas, con cui però ha giocato solo parte della stagione 2012-2013 in quanto, nel gennaio 2013, la dirigenza biancoverde ha deciso di tagliarlo per via del suo rendimento e di sostituirlo con Djibril Kante e Fabricio Oberto. Un anno più tardi, nel gennaio 2014, ha accettato di giocare nel Red Star, squadra con sede a San Fernando del Valle de Catamarca e militante nel terzo livello della piramide cestistica argentina. Nel maggio dello stesso anno è passato al Club Atlético Welcome in Uruguay.
La stagione 2014-2015 è stata l'ultima da lui disputata nella massima serie argentina, in virtù dell'ingaggio da parte del Centro Juventud Sionista. Anche in questo caso, tuttavia, non ha terminato il campionato poiché a marzo ha lasciato il club per andare a chiudere l'annata nella seconda serie nazionale al San Lorenzo de Almagro. Nella stagione 2015-2016 si è diviso tra la parentesi al Monte Hermoso in seconda serie terminata con il taglio avvenuto nel gennaio 2016 e quella all'Atlético Tala in terza serie. Ha militato nella terza serie argentina anche nel 2016-2017, in questo caso tra le file dell'Argentino de Pergamino. Si è ritirato nel dopo una parentesi al Ferrocarril Patagónico di Puerto Madryn, la città in cui era cresciuto.
È tornato in attività nel febbraio 2021, quando si è legato al Club Regatas Coronda (militante nell'Asociación Santafesina de Básquetbol) dove oltre all'attività di cestista ha anche iniziato a lavorare con i giovani del club, in aggiunta al suo altro incarico di reinserimento sociale dei detenuti presso il carcere cittadino. Nel luglio 2024, all'età di 46 anni e mezzo, González si è trasferito al Ciclón de Rosario, formazione impegnata nella Súperliga Rosarina, campionato locale organizzato dall'Asociación Rosarina de Básquet.

### Nazionale
L'esordio nella nazionale argentina è avvenuta nel 2003, in occasione di un match disputato contro il Cile. Nello stesso anno è stato convocato per i Giochi Panamericani e per il Campionato sudamericano, manifestazione che vincerà poi l'anno successivo. Con la "Selección" ha giocato poi altri tornei continentali, tra cui: i Campionati americani nel 2005 e nel 2007 in cui ha ottenuto un secondo posto in entrambe le occasioni, i Giochi panamericani 2007 chiusi con un quarto posto e una vittoria al Campionato sudamericano 2008, bissando così l'oro conquistato quattro anni prima.
Il 2008 è stato anche l'anno della sua partecipazione alle Olimpiadi di Pechino, in cui l'Argentina è stata eliminata in semifinale dagli Stati Uniti di Kobe Bryant e LeBron James ma ha poi vinto la medaglia di bronzo battendo la Lituania nella finale per il terzo posto.
La sua parentesi con la nazionale maggiore albiceleste è durata dal 2003 al 2010, periodo in cui ha disputato 77 gare con 749 punti totali all'attivo.